# Музей штата Аризона

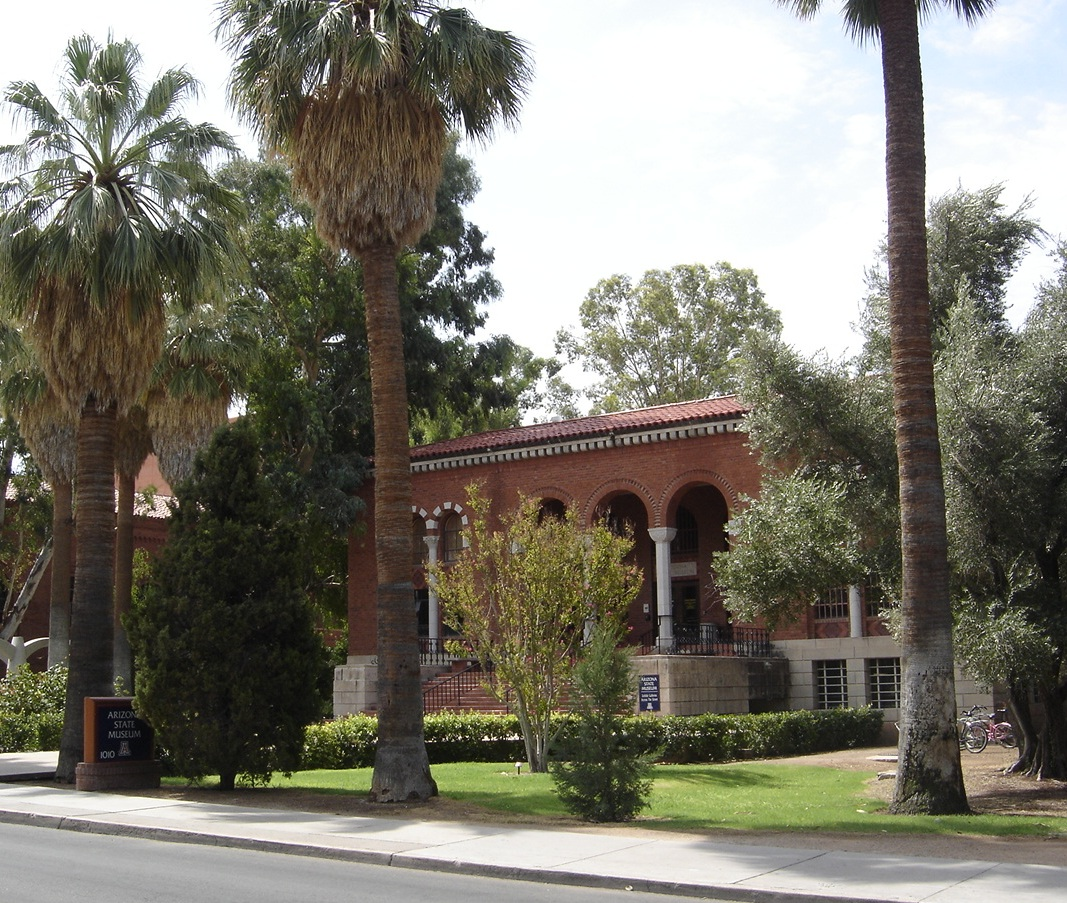
Аризонский музей — южное здание

Музей штата Аризона (англ. Arizona State Museum, сокр. ASM) — музей, основанный в 1893, первоначально предназначенный для хранения археологических находок.
В настоящее время здесь, помимо археологических артефактов древних индейских культур (керамика, ювелирные изделия, корзины, ткани, одежда и др.), проводятся образовательные и исследовательские мероприятия, а также ежегодная Индейская ярмарка. Музеем управляет Аризонский университет. Многие экспонаты подарены или проданы музею проживающими в Аризоне индейскими племенами, с которыми музей поддерживает культурное сотрудничество, включающее визиты в племенные общины представителей музея, приглашение представителей племён для оценки объектов, сотрудничество с музеем при раскопках, проводимых под его патронажем
.
Музей находится в городе Тусон в штате Аризона. В результате расширения пригорода Тусона у музея образовался филиал в Рио-Нуэво
.
Один из первых директоров музея, известный археолог-индеанист Эмиль Хори (en:Emil Haury), неоднократно проводил раскопки на юго-западе США и делился со студентами и посетителями музея своим опытом и методикой.
Музей является филиалом Смитсоновского института.

## Администрация
С времени основания директорами музея были:
- Byron Cummings (1915—1938)
- Эмиль Хори, en:Emil Haury (1938—1964)
- Raymond H. Thompson (1964—1998)
- George J. Gumerman (1998—2002)
- en:Hartman H. Lomawaima (2002—2008)
- Beth Grindell (2008-)